# Берарди, Алессандро
Алесса́ндро Бера́рди (итал. Alessandro Berardi; род. 16 января 1991, Рим) — итальянский футболист, вратарь клуба «Эллас Верона».

## Клубная карьера
Берарди — воспитанник клуба «Лацио». 20 февраля 2011 года в матче против «Бари» он впервые попал в заявку «орлов». 30 августа 2012 года был арендован клубом «Эллас Верона». 20 октября матче против «Ливорно» он дебютировал в итальянской Серии B. В июле 2013 года был арендован клубом «Салернитана», в следующем году клубом «Гроссето».
10 января 2015 года Берарди на правах аренды перешёл в клуб «Мессина», желая получать больше игровой практики. 1 марта 2015 года в матче против «Юве Стабия» он дебютировал во втором дивизионе Профессиональной лиги. 23 сентября в добавленной время матча против «Беневенто» получил прямую красную карточку и был дисквалифицирован на две игры. В сентябре 2015 года Берарди стал игроком клуба на полноценной основе. 22 сентября 2017 года на правах свободного агента стал игроком «Бари».
14 декабря 2018 года Алессандро вернулся в клуб «Эллас Верона» на правах свободного агента в качестве дублёра Марко Сильвестри. 23 мая 2021 года в матче против «Наполи» он дебютировал в итальянской Серии А, выйдя на замену вместо Ивора Пандура. В последнем матче сезона 2021/22 против «Лацио» Берарди вышел на поле с капитанской повязкой и отыграл 90 минут.

## Ссылка
- Профиль на официальном сайте Серии A (итал.)